# Lazo Vidović
Lazo (Lazar) Vidović, bosansko-hercegovski general, * 9. junij 1920, † ?.

## Življenjepis
Leta 1941 se je pridružil NOVJ in naslednje leto je vstopil v KPJ. Med vojno je bil sprva politični sekretar, nato obveščevalni častnik, šef Politično-obveščevalnega odseka 6. korpusa, šef odseka Ozne,...
Po vojni je deloval v varnostnih organih JLA,...